# VU-0155,041
VU-0155,041 je agonist glutamatnog receptora.